# القشرة الأرضية

لوحات في قشرة الأرض

القشرة الأرضية هي قشرة رقيقة على سطح الأرض، تمثل أقل من 1٪ من حجم الأرض. وهي المكون العلوي للغلاف الصخري للأرض، وهو القسم الذي يشمل القشرة والجزء العلوي من الوشاح. ينقسم الغلاف الصخري إلى صفائح تكتونية تتحرك فيما بينها، مما يسمح للحرارة بالخروج من داخل الأرض إلى الفضاء.
تقع القشرة على قمة الوشاح mantle، وهو تكوين مستقر لأن الوشاح العلوي مصنوع من البيريدوتيت وهو أكثر كثافة بكثير من القشرة. يتم وضع الحد الفاصل بين القشرة والوشاح بشكل تقليدي عند ما يُسمى انقطاع موهو، وهي الحدود التي يحددها التباين في السرعة الزلزالية.
قشرة الأرض تتكون من نوعين مختلفين هما:
1. القشرة المحيطية: وهي طبقة بسُمك قدره من 5 كيلومتر (3 ميل) إلى 10 كيلومتر (6 ميل)[2] وتتكون أساسا من صخور أكثر كثافة، من صخر مافي، مثل البازلت والصخور البركانية والغابرو.
2. القشرة القارية: وهي طبقة بسُمك من 30 كيلومتر (20 ميل) إلى 50 كيلومتر (30 ميل)، وتتألف في معظمها من صخور أقل كثافة، من الصخر الفلسي والسيليكا، مثل الجرانيت.

نظرًا لأن القشرة القارية والمحيطية أقل كثافة من الوشاح الموجود أدناهما، فإن كلا النوعين من القشرة «يطفوان» على الوشاح. هذا هو التباين أو ما يُسمى بتوازن القشرة الأرضية، وهو أيضا أحد الأسباب التي تجعل القشرة القارية أعلى من القشرة المحيطية: حيث أن القشرة القارية أقل كثافة وبالتالي «تطفو» لأعلى. نتيجة لذلك تتجمع المياه فوق القشرة المحيطية لتكون المحيطات.
تزداد درجة حرارة القشرة مع زيادة العمق، لتصل إلى قيم في حدود من 200 °م (392 °ف) إلى 400 °م (752 °ف) على الحدود مع الوشاح الذي تحتها. ترتفع درجة الحرارة بما يصل إلى 30 °م (54 °ف) لكل كيلومتر في عمق القشرة، ولكن التدرج الحراري الأرضي أصغر في القشرة العميقة.

## التكوين

رسم يوضح تواجد العناصر الكيميائية في القشرة القارية العليا للأرض كدالة في العدد الذري. نجد إن العناصر الأكثر ندرة في القشرة (الموضحة باللون الأصفر) ليست هي الأثقل، بل هي العناصر الأكثر حبيبة siderophile (المحبة للحديد) في تصنيف Goldschmidt للعناصر. وقد استنفدت هذه العناصر من خلال انتقالها إلى عمق الأرض. تتوفر تلك العناصر في المواد النيزكية بدرجة أعلى. بالإضافة إلى ذلك تم استنفاد التيلريوم والسيلينيوم من القشرة بسبب تكوين هيدريدات متطايرة

تتميز القشرة القارية بتكوين متوسط يشبه تكوين الأنديزيت. وتُعد أملاح الفلسبار هي الأكثر وفرة بين المعادن في القشرة القارية للأرض، حيث تشكل حوالي 41٪ من القشرة الأرضية من حيث الوزن، ويليها الكوارتز بنسبة 12٪، ثم البيروكسين بنسبة 11٪. القشرة القارية بها الكثير من العناصر غير المتوافقة incompatible elements مقارنة بالقشرة المحيطية البازلتية، وأيضًا مقارنة بالوشاح. على الرغم من أن القشرة القارية تضم فقط حوالي 0.6 في المئة من وزن السيليكات على الأرض، إلا أنها تحتوي على 20 ٪ إلى 70 ٪ من العناصر غير المتوافقة. 
| العناصر الأكثر تواجدًا في قشرة الأرض | النسبة التقريبية للوزن |
| ----------------------------------- | ---------------------- |
| O                                   | 46.6                   |
| Si                                  | 27.7                   |
| Al                                  | 8.1                    |
| Fe                                  | 5.0                    |
| Ca                                  | 3.6                    |
| Na                                  | 2.8                    |
| K                                   | 2.6                    |
| Mg                                  | 1.5                    |

| الأوكسيد                     | النسبة |
| ---------------------------- | ------ |
| مرو (معدن)                   | 60.6   |
| سامور                        | 15.9   |
| أكسيد الكالسيوم              | 6.4    |
| أكسيد المغنسيوم              | 4.7    |
| أكسيد الصوديوم               | 3.1    |
| حديد as أكسيد الحديد الثنائي | 6.7    |
| أكسيد البوتاسيوم             | 1.8    |
| ثنائي أكسيد التيتانيوم       | 0.7    |
| خماسي أكسيد الفوسفور         | 0.1    |

جميع المكونات الأخرى باستثناء الماء توجد فقط بكميات صغيرة جدا ويبلغ مجموعها أقل من 1 ٪. تقديرات متوسط الكثافة لنطاق القشرة العليا بين 2.69 و 2.74 جم / سم 3 والقشرة الأدنى بين 3.0 و 3.25 جم / سم 3.

## التكوين والتطور
تكونت الأرض قبل حوالي 4.6 مليار سنة من قرص من الغبار والغاز يدور حول الشمس التي تشكلت حديثًا. حدثت عملية التكون عبر التراكم (Accretion)، حيث تصادمت الكواكب الصغيرة والأجسام الصخرية الأصغر والتصقت ببعضها، مما أدى تدريجيًا إلى تكوين الكوكب. أنتجت هذه العملية كميات هائلة من الحرارة، ما تسبب في ذوبان الأرض بالكامل في مراحلها الأولى. ومع تباطؤ عملية التراكم الكوكبي، بدأت درجة حرارة الأرض بالانخفاض مكونةً قشرتها الأولى التي تُعرف بالقشرة الأولية أو البدائية. يُعتقد أن هذه القشرة قد دُمّرت عدة مرات بفعل الاصطدامات الكبيرة، وأُعيد تشكيلها من محيطات الحمم الناتجة عن تلك الاصطدامات. لم يبقَ أي من القشرة الأولية للأرض حتى اليوم، حيث دُمرت جميعها بفعل التعرية والاصطدامات وحركة الصفائح التكتونية على مدى مليارات السنين.

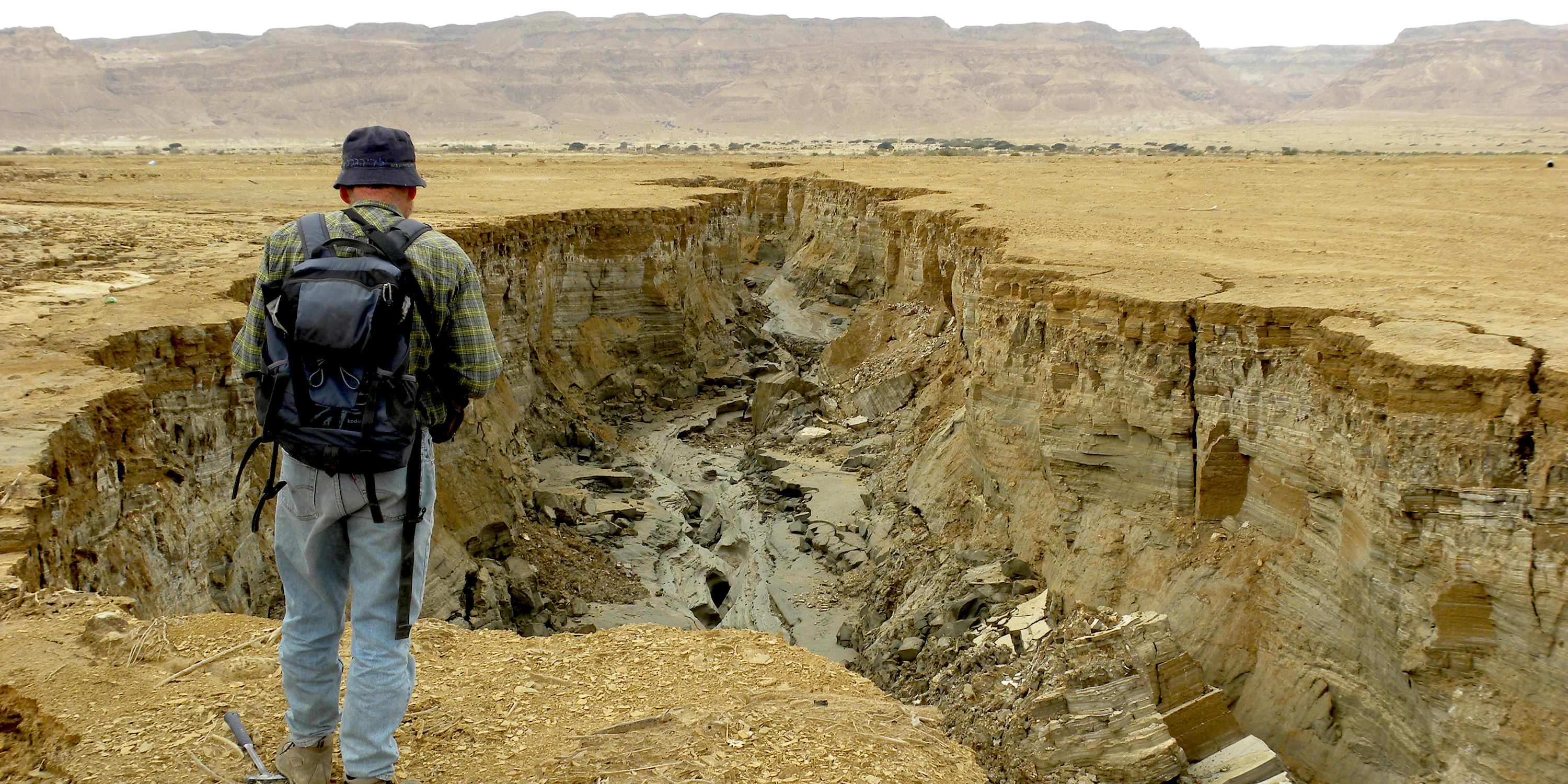
عمليات التعرية في المنطقة الساحلية للبحر الميت.

منذ ذلك الحين، بدأت الأرض بتكوين قشرتين ثانوية وثالثية، حيث تمثل القشرة الثانوية القشرة المحيطية، بينما تمثل القشرة الثالثة القشرة القارية. تتكون القشرة الثانوية عند حيد وسط محيط، حيث تؤدي عملية الانصهار الجزئي للوشاح الأرضي السفلي إلى إنتاج صهارة بازلتية تتصلب لتشكل قشرة محيطية جديدة. هذه العملية، التي تُعرف بدفع الحواف (Ridge Push) هي إحدى القوى المحركة للصفائح التكتونية، مما يؤدي إلى تكوين قشرة محيطية جديدة بشكل مستمر. وبما أن القشرة المحيطية القديمة يجب أن تُدمّر، فإن هناك مناطق غوص (Subduction Zones) مقابل مراكز الانتشار، حيث تنغمس الصفائح المحيطية في الوشاح الأرضي. نتيجة لهذا العملية المستمرة من تكوين القشرة المحيطية الجديدة وتدمير القشرة القديمة، فإن أقدم قشرة محيطية على الأرض عمرها حوالي 200 مليون سنة فقط.
على النقيض من ذلك، فإن معظم القشرة القارية أقدم بكثير. تُقدَّر أعمار أقدم الصخور القارية على الأرض بأنها تتراوح بين 3.7 و4.28 مليار سنة، وقد وُجدت في تكوين ناروير جنيز [الإنجليزية] في أستراليا الغربية، وفي أكاستا جنيز [الإنجليزية] في الأقاليم الشمالية الغربية على الدرع الكندي، وكذلك في المناطق الكراتونية الأخرى مثل الدرع الفينوسكاندي. وقد عُثر على بلورات زركون تعود أعمارها إلى حوالي 4.3 مليار سنة في تكوين ناروير جنيز. تتشكل القشرة القارية، التي تُعرف بالقشرة الثالثة، في مناطق الغوص من خلال إعادة تدوير القشرة الثانوية (المحيطية) الغاطسة.
يُقدَّر متوسط عمر القشرة القارية الحالية للأرض بحوالي 2 مليار سنة. معظم الصخور القشرية التي تكونت قبل 2.5 مليار سنة توجد في الكراتونات. هذه القشرة القارية القديمة وطبقة الوشاح السفلي الداعمة لها أقل كثافة من المناطق الأخرى على الأرض، لذا فهي ليست عرضة للتدمير بسهولة عبر عملية الغوص. يرتبط تكوين القشرة القارية الجديدة بفترات النشاط الجيولوجي الكثيف (الأوروجيني)، التي تتزامن مع تشكل القارات العملاقة مثل رودينيا وبانجيا وغوندوانا. تتشكل القشرة القارية جزئيًا من اندماج الأقواس الجزرية، التي تشمل صخور الجرانيت وأحزمة الطيات المتحولة، ويتم الحفاظ عليها جزئيًا بفضل استنزاف الوشاح السفلي لتشكيل غلاف الأرض الصخري العائم. يمكن لحركة القشرة القارية أن تؤدي إلى الزلازل، بينما قد تتسبب الحركات تحت قاع البحر في حدوث أمواج مد عاتية (تسونامي).

## روابط خارجية
- "Crust of the Earth". الموسوعة الأمريكية. 1920. {{استشهاد بموسوعة}}: يحتوي الاستشهاد على وسيط غير معروف وفارغs: |HIDE_PARAMETER15=، |HIDE_PARAMETER4=، |HIDE_PARAMETER2=، |HIDE_PARAMETER21=، |HIDE_PARAMETER8=، |HIDE_PARAMETER17=، |HIDE_PARAMETER20=، |HIDE_PARAMETER5=، |HIDE_PARAMETER7=، |HIDE_PARAMETER16=، |HIDE_PARAMETER3=، |HIDE_PARAMETER22=، |HIDE_PARAMETER14=، |HIDE_PARAMETER13=، |HIDE_PARAMETER11=، |HIDE_PARAMETER10=، |HIDE_PARAMETER6=، |HIDE_PARAMETER9=، |HIDE_PARAMETER1=، |HIDE_PARAMETER23=، |HIDE_PARAMETER18=، |HIDE_PARAMETER19=، و|HIDE_PARAMETER12= (مساعدة)